# Distrito electoral de Du Quoin n.º 8
Du Quoin No. 8 (en inglés: Du Quoin No. 8 Precinct) es un distrito electoral ubicado en el condado de Perry en el estado estadounidense de Illinois. En el Censo de 2010 tenía una población de 762 habitantes y una densidad poblacional de 1.337,32 personas por km².

## Geografía
Según la Oficina del Censo de los Estados Unidos, tiene una superficie total de 0.57 km², de la cual 0.57 km² corresponden a tierra firme y (0%) 0 km² es agua.

## Demografía
Según el censo de 2010, había 762 personas residiendo. La densidad de población era de 1.337,32 hab./km². De los 762 habitantes, estaba compuesto por el 94.88% blancos, el 2.36% eran afroamericanos, el 0% eran amerindios, el 0.26% eran asiáticos, el 0% eran isleños del Pacífico, el 0.13% eran de otras razas y el 2.36% pertenecían a dos o más razas. Del total de la población el 0.79% eran hispanos o latinos de cualquier raza.